# (4388) Jürgenstock
(4388) Jürgenstock – planetoida z pasa głównego asteroid okrążająca Słońce w ciągu 3 lat i 213 dni w średniej odległości 2,34 j.a. Została odkryta 3 listopada 1964 roku w Goethe Link Observatory (w ramach programu Indiana Asteroid Program) w Brooklynie w stanie Indiana. Nazwa planetoidy pochodzi od Jürgena Stocka (ur. 1923), niemiecko-wenezuelskiego astronoma. Przed jej nadaniem planetoida nosiła oznaczenie tymczasowe (4388) 1964 VE.